# Hugo Duminil-Copin
Hugo Duminil-Copin (* 26. August 1985 in Châtenay-Malabry) ist ein französischer Mathematiker.

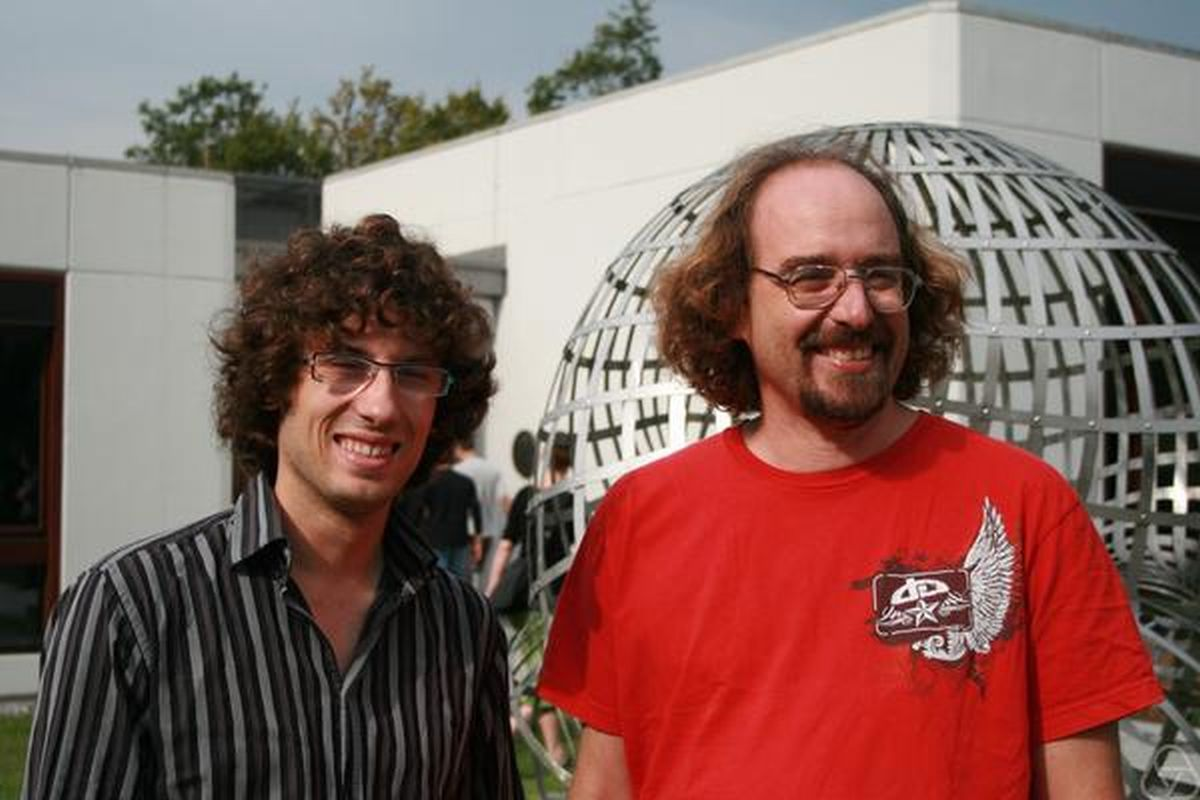
Hugo Duminil-Copin (links) mit Gady Kozma in Oberwolfach

## Leben und Werk
Duminil-Copin besuchte das Lycée Louis-le-Grand in Paris und studierte an der École normale supérieure und der  Universität Paris XI. 2011 wurde er an der Universität Genf bei Stanislaw Smirnow promoviert. Er blieb als Post-Doktorand in Genf, wo er 2013 Assistenzprofessor und 2014 Professor wurde. Außerdem forscht er am Weizmann-Institut und war auch mehrfach Gastwissenschaftler am IMPA. Seit 2016 ist er zusätzlich Professor am Institut des Hautes Études Scientifiques (IHÉS) in Bures-sur-Yvette, Frankreich. Er lebt in der Nähe von Genf.
Er befasst sich mit der Schnittstelle von Wahrscheinlichkeitstheorie, Kombinatorik und mathematischer Physik. Dabei behandelt er insbesondere zweidimensionale stochastische Modelle wie selbstmeidende Irrfahrten, das Isingmodell oder das Potts-Modell, deren konforme Struktur und ihr kritisches Verhalten wie der Perkolationstheorie. Duminil-Copin gelangen Fortschritte bei wichtigen Problemen auf diesem Gebiet. Mit Smirnow bewies er, dass die Zusammenhangskonstante im hexagonalen Honigwabengitter {\textstyle c={\sqrt {2+{\sqrt {2}}}}} ist, das heißt die Anzahl selbstmeidender Zufallspfade der Länge {\displaystyle N} wächst asymptotisch mit {\displaystyle c^{N}}. Mit Vincent Beffara bestimmte er die kritischen Punkte für das Random Cluster Model (sie bewiesen eine lange offene Vermutung, dass der kritische Punkt gleich dem selbstdualen Punkt ist) und das Potts-Modell auf Quadratgittern und mit Alan Hammond bewies er, dass selbstmeidende Irrfahrten sub-ballistisch sind.
Weitere Arbeiten betreffen die Bootstrap-Perkolation und Irrfahrten in Zufallsumgebungen.

## Auszeichnungen
- 2012 Rollo-Davidson-Preis
- 2013 Oberwolfach-Preis[5]
- 2016 EMS-Preis
- 2017 New Horizons in Mathematics Prize
- 2017 Prix Jacques Herbrand
- 2017 Loève-Preis
- 2019 Wahl in die Academia Europaea
- 5. Juli 2022 Fields-Medaille für die „Lösung langjähriger Probleme in der probabilistischen Theorie der Phasenübergänge in der statistischen Physik, insbesondere in den Dimensionen drei und vier.“[6]

## Schriften
- La percolation, un jeu de pavages aléatoires. Pour la Science, September 2011
- mit Stanislaw Smirnow: The connective constant of the honeycomb lattice equals {\displaystyle {\sqrt {2+{\sqrt {2}}}}}. In: Ann. of Math. (2) 175 (2012), no. 3, S. 1653–1665.
- mit Roland Bauerschmidt, Jesse Goodman, Gordon Slade: Lectures on self-avoiding walks. IMPA, Clay Math. Institute 2010, Arxiv
- mit Stanislaw Smirnow: Conformal invariance of lattice models. Lecture Notes, Arxiv
- mit Vincent Beffara: Planar percolation with a glimpse at Schramm-Loewner. La Pietra week in probability 2011, Arxiv
- mit Béla Bollobás, József Balogh, R. Morris: The sharp threshold for bootstrap percolation in all dimensions. In: Trans. Amer. Math. Soc. Band 364 2012, S. 2667–2701, Arxiv
- mit Aran Raoufi, Vincent Tassion: Sharp phase transition for the random-cluster and Potts models via decision trees. In: Ann. of Math. (2) 189 (2019), no. 1, S. 75–99.
- mit Michael Aizenman: Marginal triviality of the scaling limits of critical 4D Ising and ϕ44 models. In: Ann. of Math. (2) 194 (2021), no. 1, S. 163–235.